# تیرمن (باشقیرستان)
تیرمن (به لاتین: Tirmen) یک منطقهٔ مسکونی در روسیه است که در باشقیرستان واقع شده‌است.